# لاسه فيغن كريستينسن
لاسه فيغن كريستينسن (بالدنماركية: Lasse Vigen Christensen)‏ هو لاعب كرة قدم دنماركي في مركز الوسط ولد في يوم 15 أغسطس 1994 في مدينة إيسبيرغ في الدنمارك، يلعب حالياً مع نادي فولهام في دوري البطولة الإنجليزية وسبق له اللعب مع نادي ميتييلاند ونادي إيسبيرغ ويبلغ طوله 178 سم.

## وصلات خارجية
- لاسه فيغن كريستينسن على موقع الاتحاد الأوربي (الإنجليزية)
- لاسه فيغن كريستينسن على موقع قاعدة بيانات كرة القدم.إي يو (الإنجليزية)
- لاسه فيغن كريستينسن على موقع Soccerbase.com (لاعب) (الإنجليزية)
- لاسه فيغن كريستينسن على موقع Soccerway.com (الإنجليزية)

- لاسه فيغن كريستينسن على موقع سوكرواي